# Glitzenstein Sámuel
Glitzenstein Sámuel (Eilat, 1981. március 18. – ) ortodox haszid zsidó vallási vezető, a Chábád Lubavics irányzat rabbija. Nős, feleségével hét közös gyermeküket nevelik.

## Életrajza
Vallási tanulmányait Jeruzsálemben kezdte, 1994-1997 között a Torat Emet jesivában, majd 1998-2000 között az izraeli Kfár Chábádban a Tomchei Temimim jesivában, 2001-ben pedig a Chábád Lubavics központi oktatási intézményében a Central Yeshiva Tomchei Tmimim Lubavich-ban tanult.
Glitzenstein 2002-2003 között Thaiföldön, Bangkokban majd Costa Ricán, San Joséban elvégezte a Szmicha Programot, mely után Chábád rabbivá avatták. Azért, hogy rabbiminősítését széles körben elfogadják, 2011-ben megszerezte az Izraeli Rabbinátus (Ha-Rabanut Ha-Rashit Li-Yisra'el) rabbioklevelét is.
Glitzenstein 2004-2005 között, két éven át szerkesztette a Chábád világszinten – több ezer példányban – terjesztett folyóiratát a Kfar Chabad Magazine-t.
2006-2008 között Glitzenstein rabbi az Efix cégnél, az iFOREX online kereskedelmi platform 1996-ban alapított leányvállalatánál dolgozott, mint chárádi (vallási) képviselő, befektetési tanácsadó.
Glitzenstein rabbi részben magyar származású, anyai dédnagyapja, Klein Sámuel Kárpátalján, egy Munkács melletti kis zsidó faluban (ún. stetl) született.

## Rabbi tevékenysége
Glitzenstein Sámuel rabbit 2008-ban Köves Slomó vezetőrabbi hívta Magyarországra, hogy segítse az Egységes Magyarországi Izraelita Hitközség (EMIH) munkáját. Köves és Glitzenstein még az izraeli jesivából ismerték egymást.
Glitzenstein rabbi hamar beilleszkedett az új közösségbe, és már 2009 nyarától Budapest egyik legnagyobb zsinagógai közösségének, a VIII. kerületi Nagyfuvaros utcai közösség rabbija lett. A zsinagógában minden nap reggel és este is összegyűlnek imádkozni a rabbi vezetésével, de emellett magyarul tanít a közösségben, illetve a zsinagóga hetilapjában, az Emberbarátban is rendszeresen publikál az aktuális hetiszakaszról.
Az EMIH 2003-ban indított Zsidó Tudományok Szabadegyetemének (ZsTSz) rendszeres előadója, előadásainak fő témája a 21. század modern társadalmát érintő háláchikus (zsidó jogi) kérdések és megoldásainak lehetőségei.
Glitzenstein rabbi egy ideig adminisztratív igazgatóként dolgozott az EMIH héber-magyar kéttannyelvű Bét Menáchem Általános Iskolájában.
Az EMIH Átid névre hallgató ifjúsági csoportjának rabbija, melynek keretében Faith Áser rabbijelölttel közösen szerveznek nagyvolumenű összejöveteleket a fiatalok számára. 2015-ben például egy dunai hajón építették fel a szukkot ünnepi sátrát és ilyen posztmodern keretek között teljesítették a fiatalokkal közösen szukkot ünnepének ősi parancsolatait.
Az EMIH 2016. április 15-én jelentette be, hogy a Budapest XIII. kerületében álló, 1911-ben Vidor Emil tervezte Palatinus-ház, Duna oldali részén, Zsilip (Zsidó Élmény Lipóciában) néven új zsidó kulturális központot és új zsinagógát alakít ki, rabbija pedig Glitzenstein Sámuel lesz. A Zsilip elkészültével Magyarország legnagyobb zsidó komplexuma lesz, a maga több mint 2500 négyzetméteres alapterületével, ahol az új zsinagóga mellett kóser étterem, cukrászda, multifunkcionális kiállítótér, játszóház és oktatási központ is helyet kap.